# Стратоніка Македонська
Стратоніка Македонська (дав.-гр. Στρατονίκη της Μακεδονίας; жила в III сторіччі до н. е.) — дочка селевкідского басилевса Антіоха I Сотера та його дружини Стратоніки.

## Життєпис
Стратоніка була дружиною македонского басилевса Деметрія II Етолійского, але точна дата весілля дискусійна. Існують теорії що шлюб було укладено у кінці 250-х років до н. е., або ж у середині 246 року до н. е.. Раніше вважалося, що у подружжя народилася дочка Апама, але зараз вважається, що Апама була дочкою від Фтії Епірської. Шлюб протривав до 239 року до н. е., коли Деметрій II вирішив одружитися з Фтією, дочкою правительниці Епіру Олімпіади. Повернувшись додому, обурена Стратоніка спонукала свого племінника Селевка II Каллініка помститися за кривду та оголосити війну македонському володарю. Згідно іншій версії вона планувала вийти заміж за Селевка. Але Селевк, який в той час був зайнятий у Вавилонії, відмовив своїй тітці. Скористувавшись відсутністю басилевса у столиці, Стратоніка підняла заколот. Повернувшись, Селевк узяв повставше місто у облогу, а Стратоніка втекла до Селевкії Пієрії. Вона мала нагода одразу сісти на човен, але повіривши сну, вирішила зачекати. Згодом вона була схоплена та страчена. Грецький історик та філософ Агатархід висміював Стратоніку, за її віру у віщі сни.